# Kasteel van Bonneville (België)

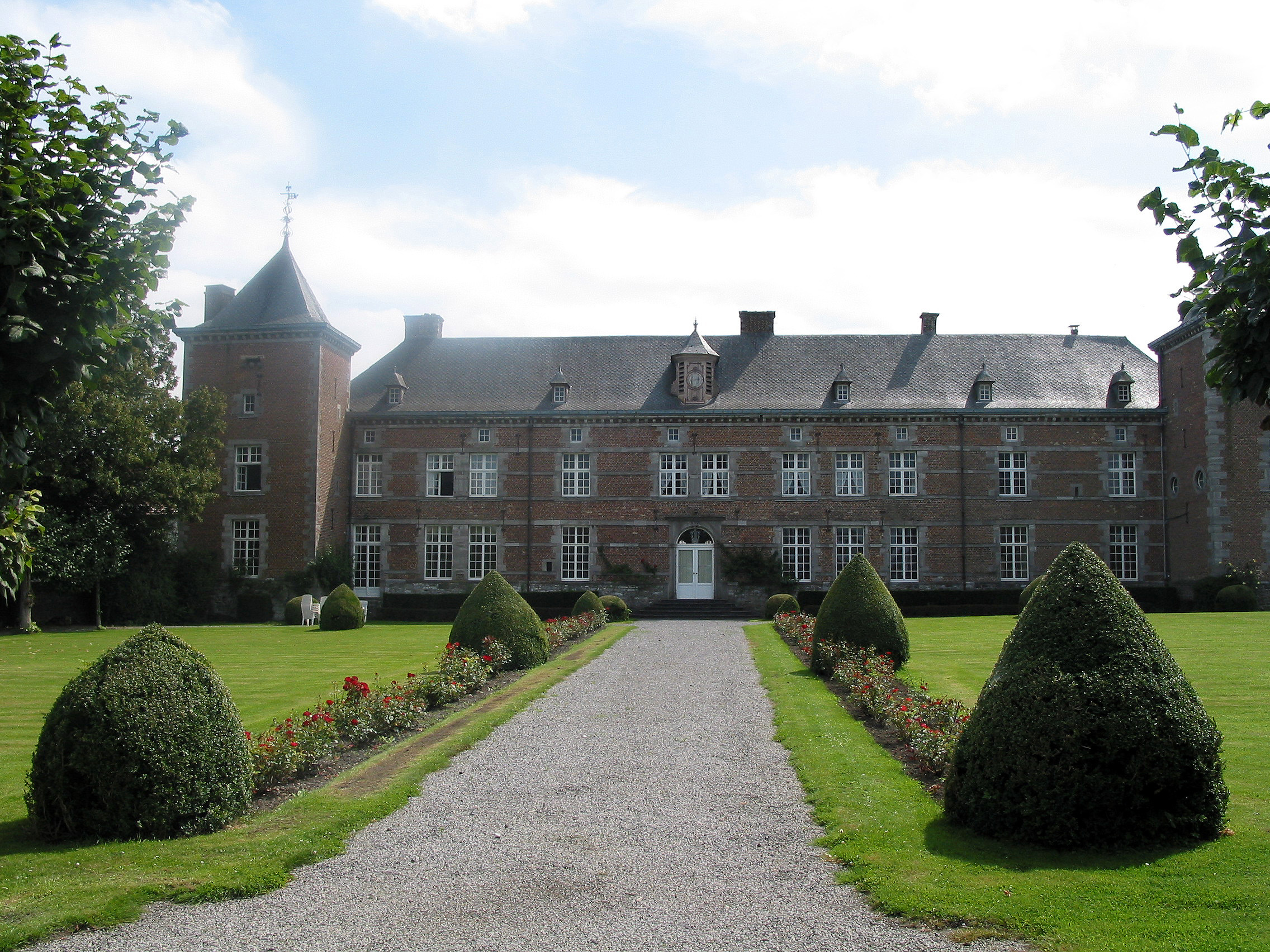
Het Kasteel van Bonneville

Het Kasteel van Bonneville in Bonneville, een deelgemeente van Andenne in de provincie Namen was vroeger een boerderij bestaande uit een donjon uit de vijftiende eeuw.
In 1617 kocht Jacques de Zualart, burgemeester van Namen, het landgoed. Hij werd heer van Sclayn-Bonneville en begon met de bouw van de noordelijke vleugel van het hoofdgebouw: een renaissancegevel gekenmerkt door een afwisseling van baksteen en kalksteen. Tilmant van Zualart, zoon van Jacques, ging failliet tijdens de lopende bouw en ridder Jean-Hubert van Tignee, de belangrijkste schuldeiser, werd in 1690 de nieuwe eigenaar en heer van Bonneville.
Nog steeds, gedurende meer dan tien generaties, behoort het kasteel toe aan een directe afstammeling: ridder Boudewijn van Theux. Het pand is nauwelijks veranderd qua uiterlijk, uitgezonderd de achttiende-eeuwse salons en de Franse tuin.